# Krause Glucke
Die Krause Glucke oder Fette Henne (Sparassis crispa) ist eine parasitische Pilzart aus der Familie der Gluckenverwandten (Sparassidaceae), deren großer ockergelblicher Fruchtkörper essbar ist und mit seinen krausen Verzweigungen an einen Badeschwamm erinnert.

## Merkmale

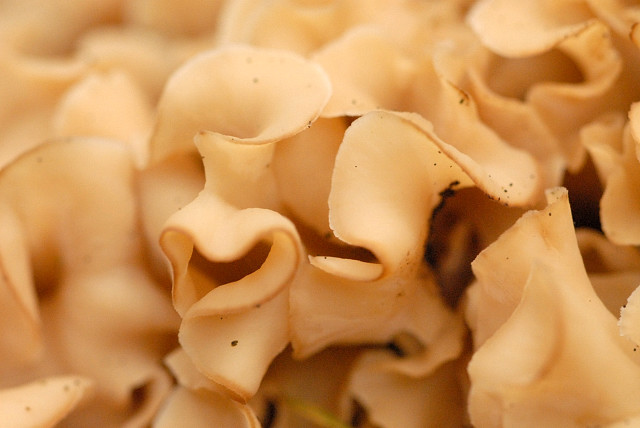
Typisch kraus gewundene Blattenden des Fruchtkörpers

### Makroskopische Merkmale
Der Fruchtkörper wird 10–40 cm breit und 2 bis 5 kg schwer. Er besitzt eine blumenkohlähnliche, krause Struktur mit vielen Verästelungen. Er setzt sich aus einzelnen Strünken zusammen, die zwischen sich Hohlräume bilden. Die Färbung reicht von gelblich bis hellbräunlich. Im trockenen Zustand ist der Fruchtkörper recht zerbrechlich. Die Basis ist dickfleischig und tritt fast wie ein Blumenkohlstrunk aus dem befallenen Wurzelholz hervor. Das Fleisch ist weißlich; es riecht würzig und schmeckt nussartig. Das Sporenpulver ist blass gelblich gefärbt.

### Mikroskopische Merkmale
Die kleinen Sporen sind elliptisch und glatt und 5–6 × 4–4,5 Mikrometer groß.

## Artabgrenzung
Ähnlich ist die seltenere, aber ebenso genießbare Breitblättrige Glucke. Jedoch entsteht durch deren breitere, oben gezonte „Blätter“ ein weniger schwammartiges Aussehen.

## Ökologie und Phänologie

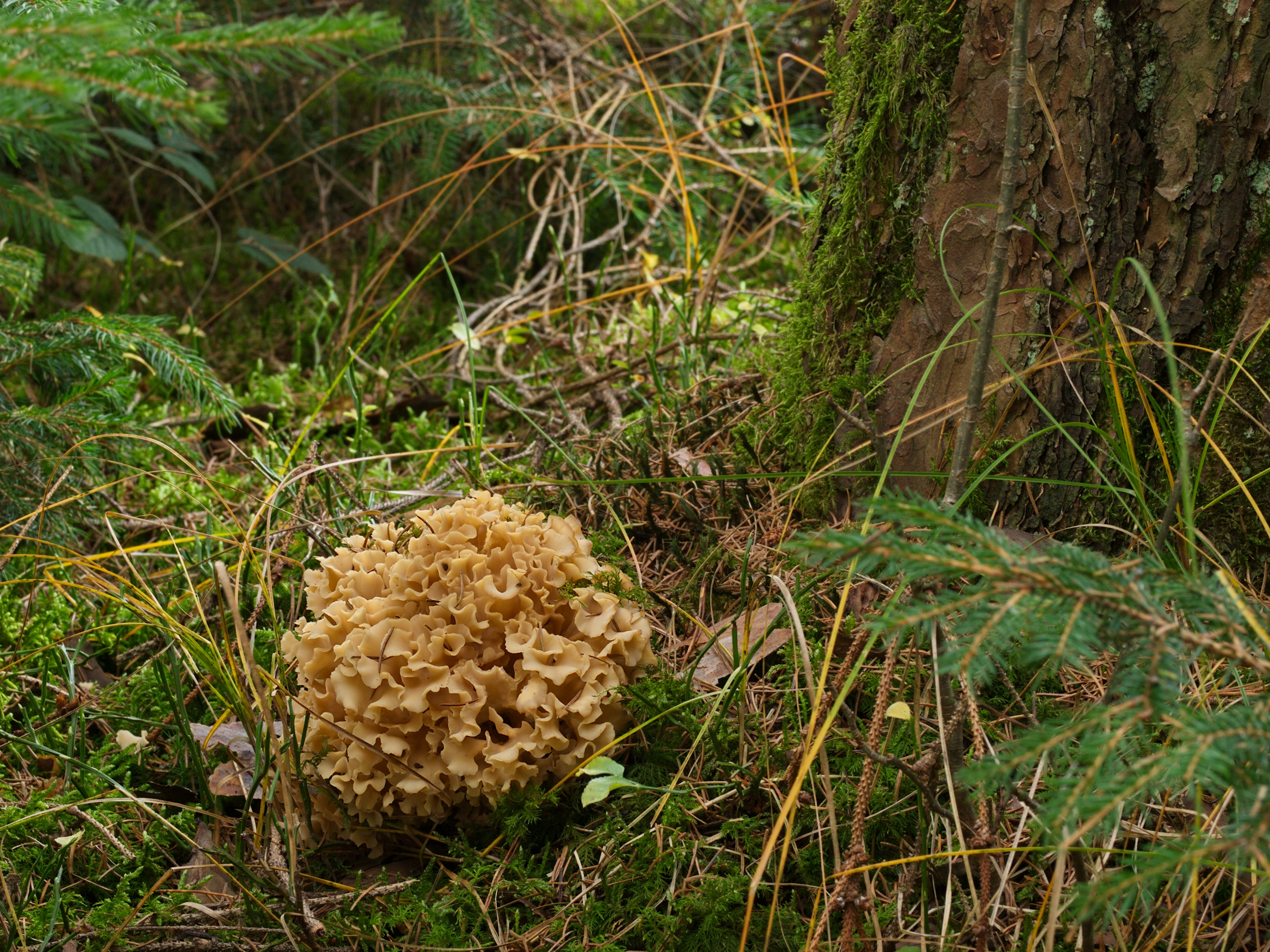
Eine Krause Glucke an der Stammbasis einer Wald-Kiefer

Die Krause Glucke fruktifiziert am Stammgrund oder an Stümpfen von Nadelbäumen, vor allem der Wald-Kiefer. Vereinzelt wurde sie auch an anderen Kiefernarten, an Lärche, Fichte und an Douglasie entdeckt. Fruchtkörper-Schübe können mehrere Jahre hintereinander an fast gleicher Stelle hervortreten. Der Pilz kann mit seinen Wirtsbäumen auf einer Vielzahl von Bodenarten vorkommen, jedoch dürfen diese nicht zu trocken oder zu nass sein.
Der Pilz dringt über Verletzungen der Wurzeln oder des unteren Stammbereichs des Baums in dessen Kernholz ein. Dort ruft er bis in geringe Höhe eine intensive Braunfäule (Lignin wird nicht abgebaut) hervor, die im Geruch dem von Terpentin ähnelt. Der Pilz kann auch in Stümpfen mehrere Jahre lang saprobiontisch leben und von dort neue Wirtsgehölze befallen.
Die Fruchtkörper erscheinen von Juli bis Dezember, wobei ein deutliches Maximum im September und Oktober zu beobachten ist.

## Verbreitung
Die Krause Glucke ist in der Holarktis meridional bis temperat verbreitet. Sie ist in Asien, Nordamerika, Nordafrika und Europa anzutreffen. In Europa bevorzugt der Pilz die wärmebegünstigten Regionen und ist somit vor allem in Süd-, Südost-, West- und Mitteleuropa zu finden. Nach Norden reicht die Verbreitung bis Nordschottland und in die südlichen Küstenregionen von Skandinavien, vor allem von Schweden.

## Bedeutung
Vor allem in den ausgedehnten Kiefernforsten Ostdeutschlands ist die Krause Glucke für die Forstleute einerseits ein unliebsamer Baumschädiger, für die Pilzsammler aber ein geläufiger und gern gesuchter Speisepilz. Das Fleisch ist roh etwas knorpelig, der Geruch nussig-aromatisch und schwach harzig. Zubereitet ist die Krause Glucke bissfest. Sie lässt sich, auch angeschnitten, eine Woche und länger im Kühlschrank frischhalten, aber auch gut in getrockneter Form für Soßen verwenden.
Etwas kompliziert gestaltet sich das Säubern des Fruchtkörpers von Bodenresten und Nadeln. Doch wenn man ihn kurz in kochendes Wasser taucht, wird er dadurch elastisch und lässt sich unter fließendem Wasser besser ausspülen. Alternativ kann man den Fruchtkörper in zwei bis drei Zentimeter dicke Scheiben schneiden und ins Wasser legen. Dadurch kann Unerwünschtes besser entfernt werden.